# Paete
Paete è una municipalità di quarta classe delle Filippine, situata nella Provincia di Laguna, nella Regione del Calabarzon.
Paete è formata da 9 baranggay:
- Bagumbayan (Pob.)
- Bangkusay (Pob.)
- Ermita (Pob.)
- Ibaba del Norte (Pob.)
- Ibaba del Sur (Pob.)
- Ilaya del Norte (Pob.)
- Ilaya del Sur (Pob.)
- Maytoong (Pob.)
- Quinale (Pob.)